# Apoštolská nunciatura ve Španělsku
Apoštolská nunciatura, neboli vyslanectví Svatého stolce ve Španělském království, je instituce plnící diplomatickou úlohu. Apoštolský nuncius je diplomat na úrovni velvyslance zastupující Svatý stolec. Apoštolský nuncius ve Španělsku je od roku 1996 zároveň nunciem v Andoře. Sídlem apoštolského nuncia je hlavní město Španělska Madrid.

## Dějiny
Roku 1528 vzniklo stálé papežské zastoupení u španělského královského dvora. Nunciové byli v raném novověku často vybíráni mezi preláty španělského původu, obvykle se po skončení misie stávali kardinály. Od roku 1996, kdy vznikla Apoštolská nunciatura v Andoře, je obsazována nunciem ve Španělsku.

## Seznam apoštolských nunciů ve Španělsku

### 16. století
- Giovanni Poggio (1529 – 1551)
- Leonardo Marini, O.P. (1552 – 1559)
- Salvatore Pacini (1559 – 1560)
- Ottaviano Raverta (1560)
- Giovanni Campeggi (1560 – 1561)
- Ottaviano Raverta (1561) (podruhé)
- Alessandro Crivelli (1561 – 1565)
- Giovanni Battista Castagna (1565 – 1572)
- Nicolò Ormaneto (1572 – 1577)
- Filippo Sega (1577 – 1581)
- Luigi Taverna (1581 – 1585)
- Cesare Speciano (1585 – 1588)
- Annibale de Grassi (1588 – 1590)
- Muzio Passamonte (1590 – 1591)
- Pietro Millini (1591 – 1592)
- Camillo Caetani (1592 – 1600)

### 17. století
- Domenico Ginnasi (1600 – 1605)
- Giovanni Garzia Mellini (1605 – 1607)
- Decio Carafa (1607 – 1611)
- Antonio Caetani (1611 – 1618)
- Francesco Cennini de' Salamandri (1618 – 1621)
- Alessandro di Sangro (1621 – 1622)
- Innocenzo Massimo (1622 – 1624)
- Giulio Cesare Sacchetti (1624 – 1626)
- Giovanni Battista Pamphilj (1626 – 1630)
- Cesare Monti (1630 – 1634)
- Lorenzo Campeggi (1634 – 1639)
- Cesare Facchinetti (1639 – 1642)
- Giovanni Giacomo Panciroli (1642 – 1644)
- Giulio Rospigliosi (1644 – 1652)
- Francesco Caetani (1652 – 1653)
- Camillo Massimo (1654 – 1656)
- Carlo Bonelli (1656 – 1664)
- Vitaliano Visconti (1664 – 1668)
- Federico Borromeo iunior (1668 – 1670)
- Galeazzo Marescotti (1670 – 1675)
- Savio Millini (1675 – 1685)
- Marcello Durazzo (1685 – 1686)
- Giuseppe Mosti (1690 – 1692)
- Federico Caccia (1693 – 1696)
- Giuseppe Archinto (1696 – 1699)

### 18. století
- Francesco Acquaviva d'Aragona (1700 – 1706 creato cardinale)
- Antonio Felice Zodondari (1706 – 1709)
- Giorgio Spinola (1711 – 1713)
  - přerušení diplomatických styků
- Pompeio Aldrovandi (1717 – 1720)
- Alessandro Aldobrandini (1720 – 1730)
- Vincenzo Antonio Alemanni Nasi (1730 – 1735)
- Pedro Ayala, O.P. (1735 – 1736)
- Silvio Valenti Gonzaga (1736 – 1738)
- Giovanni Battista Barni (1739 – 1743)
- Enrique Enríquez (1744 – 1753)
- Martino Innico Caracciolo (1753 – 1754)
- Girolamo Spinola (1754 – 1759)
- Lazzaro Opizio Pallavicino (1760 – 1766)
- Cesare Alberico Lucini (1766 – 1768)
- Luigi Valenti Gonzaga (1773 – 1776)
- Nicola Colonna di Stigliano (1776 – 1785)
- Ippolito Antonio Vincenti Mareri (1785 – 1794)
- Filippo Casoni (1794 – 1802)

### 19. století
- Pietro Gravina (1803 – 1816)
- Giacomo Giustiniani (1817 – 1826)
- Francesco Tiberi Contigliano (1827 – 1834)
- Luigi Amat di San Filippo e Sorso (1832 – 1835)
  - přerušení diplomatických styků
- Giovanni Brunelli (1848 – 1853)
  - Alessandro Franchi (1853 – 1856) (pověřen vyřizováním])
- Lorenzo Barili (1857 – 1868)
- Alessandro Franchi (1868 – 1869)
  - Sede vacante
- Giovanni Simeoni (1875 – 1875)
- Giacomo Cattani (1877 – 1879)
- Angelo Bianchi (1879 – 1882)
- Mariano Rampolla del Tindaro (1882 – 1887)
- Angelo Di Pietro (1887 – 1893)
- Serafino Cretoni (1893 – 1896)
- Giuseppe Francica–Nava de Bondifè (1896 – 1899)

### 20. století
- Aristide Rinaldini (1899 – 1907)
- Antonio Vico (1907 –1911)
- Francesco Ragonesi (1913 – 1921)
- Federico Tedeschini (1921 – 1935)
- Filippo Cortesi (1936 – 1936)
  - Silvio Sericano (1936 – 1936) (incaricato d'affari)
  - Isidro Gomá y Tomás (1936 – 1937) (incaricato d'affari)
  - Ildebrando Antoniutti (1937 – 1938) (incaricato d'affari)
- Gaetano Cicognani (1938 – 1953)
- Ildebrando Antoniutti (1953 – 1962)
- Antonio Riberi (1962 – 1967)
- Luigi Dadaglio (1967 – 1980)
- Antonio Innocenti (1980 – 1985)
- Mario Tagliaferri (1985 – 1995)
- Lajos Kada (1995 – 2000)

### 21. století
- Manuel Monteiro de Castro (2000 – 2009)
- Renzo Fratini (2009 – 2019)
- Bernardito Cleopas Auza, (1. října 2019 – 22. března 2025)